# Synodontis njassae
Synodontis njassae är en afrikansk fiskart i ordningen malartade fiskar som förekommer i Malawi, Moçambique, Tanzania, Zambia och Zimbabwe. Den är främst nattaktiv. Den kan bli upp till och 19,2 cm lång och blir vanligtvis inte äldre än knappt 4 år.